# Scotopelia
Scotopelia és un gènere d'ocells de la família dels estrígids (Strigidae). Coneguts, juntament amb Ketupa, com a ducs pescadors, habiten en boscos de ribera i àrees forestals properes a zones humides de l'Àfrica subsahariana.

## Taxonomia
Segons la classificació del Congrés Ornitològic Internacional (versió 13.1, 2023), i altres obres taxonòmiques, aquest gènere conté 3 espècies:
- duc pescador de Pel (Scotopelia peli).
- duc pescador rogenc (Scotopelia ussheri).
- duc pescador vermiculat (Scotopelia bouvieri).